# Política de Chad
La política de Chad tiene lugar en una república presidencialista, donde el Presidente de Chad es el jefe de Estado y de gobierno. El poder ejecutivo es ejercido por el gobierno, el legislativo conjuntamente entre el gobierno y el Parlamento, la Asamblea Nacional de Chad. El poder judicial es independiente.
El sistema se basa en una Constitución establecida en mayo de 2018, y el jefe de Estado es Mahamat Déby desde 2021. El partido de Déby, Movimiento de Salvación Patriótica domina la vida política del país, con 113 escaños, de 155 posibles, en la Asamblea.